# Nesticus antillanus
Nesticus antillanus là một loài nhện trong họ Nesticidae.
Loài này thuộc chi Nesticus. Nesticus antillanus được Elizabeth Bangs Bryant miêu tả năm 1940.